# اس‌ام یو-۵۹
اس‌ام یو-۵۹ (به انگلیسی: SM U-59) یک زیردریایی بود که طول آن ۶۷ متر (۲۲۰ فوت) بود. این زیردریایی در سال ۱۹۱۶ ساخته شد.